# Pôle d'équilibre territorial et rural du Doubs central
Le pôle d’équilibre territorial et rural du Doubs central est un établissement public succédant à un pays dénommé pays du Doubs central, situé  dans le département du Doubs.

## Composition
Le PETR regroupe regroupe 139 communes, elle-même regroupées dans 3 communautés de communes :
- Communauté de communes des Deux Vallées Vertes (54 communes)
- Communauté de communes du Doubs Baumois (58 communes)
- Communauté de communes du Pays de Sancey-Belleherbe (27 communes)